# Gräbersegnung

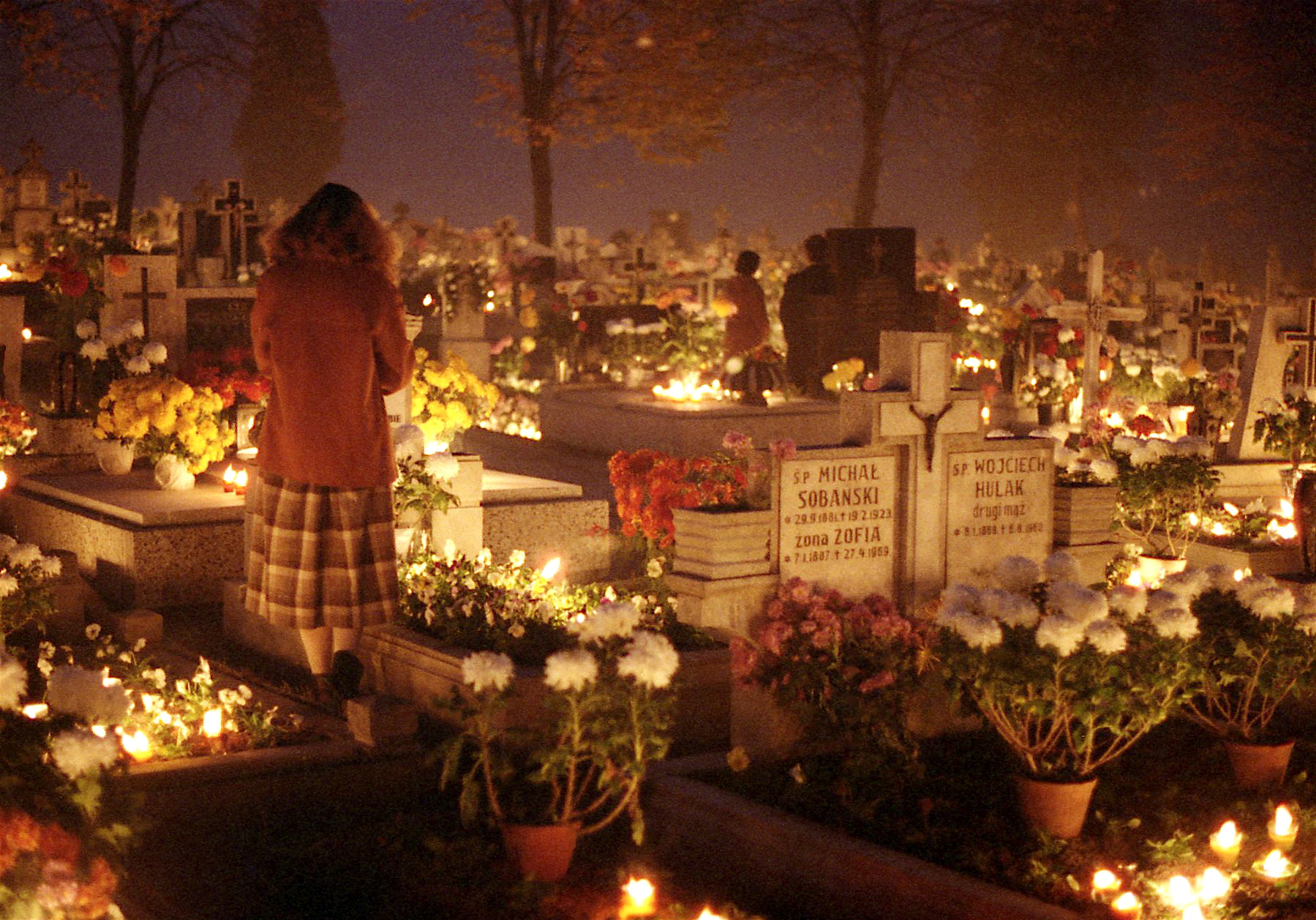
Geschmückter Friedhof zu Allerseelen in Auschwitz

Die Gräbersegnung ist ein Sakramentale der katholischen Kirche.

## Geschichte und Beschreibung
Um 1000 n. Chr. kam es in der abendländischen Kirche unter Anknüpfung an alte kirchliche Bräuche, angestoßen durch den Abt Odilo des Reformklosters Cluny, zur Einführung des Gedächtnisses aller verstorbenen Gläubigen (aller Seelen), das sich an das am 1. November gefeierte Allerheiligenfest anlehnte. Das am 2. November gefeierte Gedächtnis Allerseelen breitete sich über die cluniazensischen Reformklöster rasch aus. Bis zum 12. Jahrhundert feierte man das Fest bereits in Lüttich und in Mailand, im 14. Jahrhundert dann auch in Rom. Mindestens seit dem letzten Viertel des 16. Jahrhunderts sind Gräbersegnungen an diesem Tag des Kirchenjahres bezeugt.
An Allerseelen oder auch am Nachmittag des Hochfestes Allerheiligen oder am darauffolgenden Wochenende wird die Gräbersegnung begangen. Sie beginnt mit einer Andacht, die häufig in der Friedhofskapelle abgehalten wird. Die meist in den Tagen zuvor frisch geschmückten Gräber, auf denen Grablichter brennen, werden in der Regel vom Priester oder Diakon, in manchen Gemeinden aber auch von einem vom Bischof dazu beauftragten Laien, gesegnet, gegebenenfalls mit Weihrauch inzensiert und mit Weihwasser besprengt. Das Formular für diese Segensfeier findet sich im Rituale Romanum bzw. im deutschen Benediktionale von 1978 (Nr. 11, S. 72–82). Auch das Dienstebuch zum neuen Gotteslob enthält ein entsprechendes Formular (Nr. 8, S. 61–65).
Das Totengedenken und die damit verbundene Segnung der Gräber an Allerheiligen oder Allerseelen sind inhaltlich geprägt von „Tod und Trauer im Lichte der Frohbotschaft“. Insofern ist der österliche Charakter ein wesentlicher Zug dieser Feiern, gerade dann, wenn darum gebetet wird, dass Gott „an unseren Verstorbenen vollende, was er an ihnen in der Taufe aus Wasser und Heiligem Geist begonnen hat“. Das Totengedenken drückt die bleibende Gemeinschaft der Lebenden und der Toten als Kinder Gottes aus, die durch die Gabe des Heiligen Geistes zur Freiheit und Herrlichkeit in Gott befreit sind (vgl. Röm 8,21 ).
Neben der Gräbersegnung an den genannten Festen gehört es vielerorts zum Brauchtum, das Familiengrab beim Besuch des Friedhofs durch die Besprengung mit Weihwasser zu segnen. Dies ist Ausdruck des Auftrags aller, ein Segen zu sein (vgl. Gen 12,2 ).